# Onychocella vibraculifera
Onychocella vibraculifera är en mossdjursart som beskrevs av Neviani 1895. Onychocella vibraculifera ingår i släktet Onychocella och familjen Onychocellidae. Inga underarter finns listade i Catalogue of Life.